# Indochina-Dickdaumenfledermaus

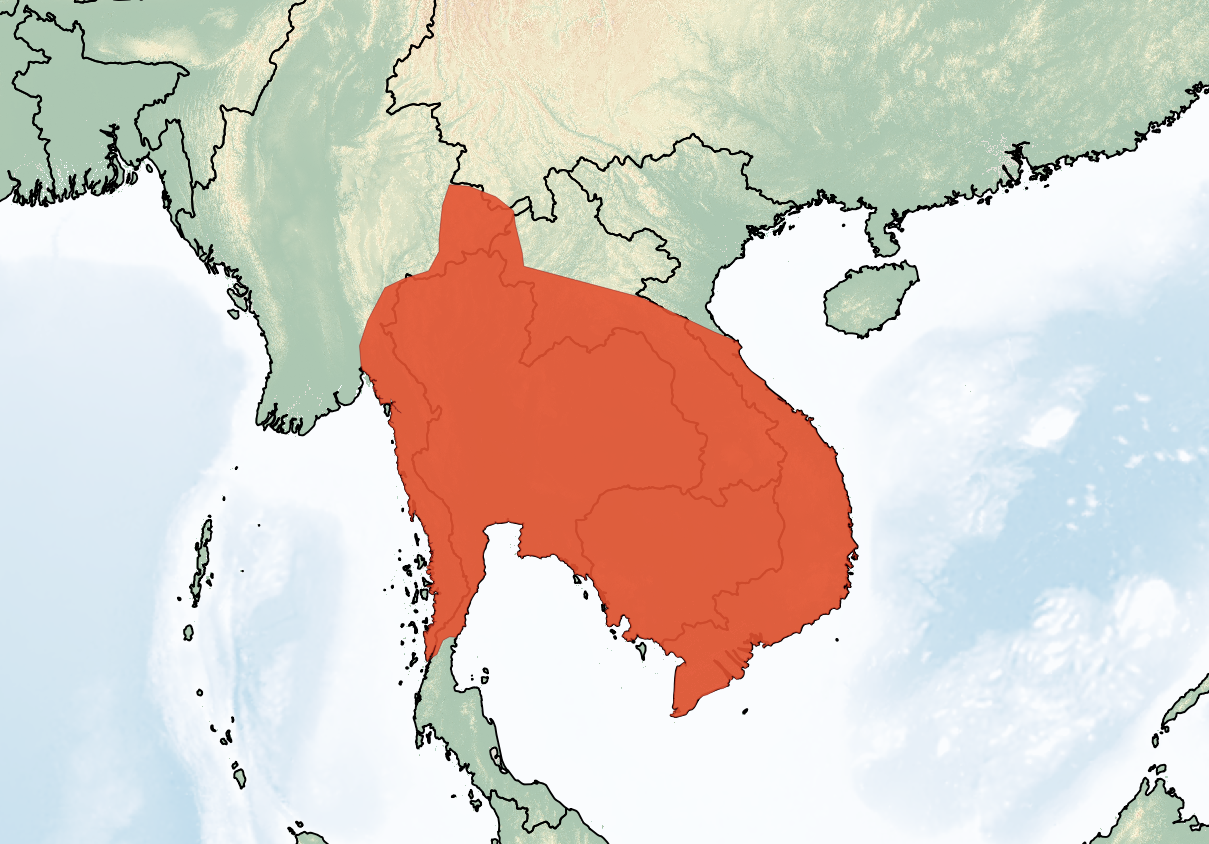
Verbreitungsgebiet der Indochina-Dickdaumenfledermaus

Die in Südostasien verbreitete Indochina-Dickdaumenfledermaus (Glischropus bucephalus) ist ein Fledertier in der Familie der Glattnasen. Vor 2011 entdeckte Exemplare der Art wurden in die Gewöhnliche Dickdaumenfledermaus (Glischropus tylopus) eingeordnet. Laut verschiedenen Studien stellt die Art die Schwestergruppe zu einer Entwicklungslinie aus Gewöhnlicher Dickdaumenfledermaus und Dunkler Dickdaumenfledermaus dar.

## Merkmale
Dieser große Gattungsvertreter ist ohne Schwanz 40 bis 48 mm lang, die Schwanzlänge liegt bei 38 bis 43 mm und das Gewicht variiert zwischen 4 und 5 g. Es sind 32 bis 36 mm lange Unterarme und 9,5 bis 12 mm lange Ohren vorhanden. Die einheitlich gefärbten Haare der Oberseite erzeugen ein rötliches bis gelbes Aussehen. Typisch für den Kopf sind abgerundete braune Ohren. Der Tragus ist leicht gebogen und an der Spitze dicker sowie rund. Wie bei anderen Dickdaumenfledermäusen besitzt der Daumen einen großen rosa Ballen. Auch die Zahnformel ist mit I 2/3, C 1/1, P 2/2, M 3/3 gleich, was 34 Zähne im Gebiss ergibt.

## Verbreitung und Lebensweise
Das Verbreitungsgebiet reicht vom östlichen Myanmar, zentralen Laos und Vietnam über Thailand und Kambodscha zur nördlichen Malaiischen Halbinsel. Die Indochina-Dickdaumenfledermaus lebt in feuchten Wäldern im Flach- und Hügelland bis 360 Meter Höhe. Der dichte Unterwuchs besteht oft aus Bambus.
Soweit bekannt ruhen die Exemplare in hohlen Bambusstängeln, Felsspalten und unter Bananenblättern. Sie teilen ihr Revier mit Bambusfledermäusen (Tylonycteris).

## Gefährdung
Regional wirken sich Waldrodungen negativ aus. Die IUCN listet die Art als nicht gefährdet (least concern) aufgrund einer großen Gesamtpopulation.